# Frédéric Hauswald
Frédéric Hauswald, né le 11 novembre 1990 à Niederbronn-les-bains (Alsace), est un pilote de rallye automobile français,.

## Biographie

### Début en rallye (2009-2011)
Il fait ses premiers pas en rallye à l'âge de 18 ans en 2009 au volant d'une Peugeot 205 rallye. C'est lors de rallyes régionaux en Allemagne qu'il découvre la discipline avec son copilote et ami d'enfance Kévin Schlichter.
En 2010, il participe à plusieurs rallyes régionaux avec une Citroën saxo N2 et obtient sa première victoire lors d'une manche de formule de promotion lors du Rallye de France Alsace en Suzuki Supercoupe. En 2011, il effectue une saison complète en Suisse dans la formule de promotion Twingo R1 Pirelli Swiss Trophy du constructeur Renault. Il remporte le trophée à la fin de la saison.

### Championnat de France et formule de promotion (2011-2015)
En 2012, il participe une nouvelle fois au Rallye de France en Alsace à bord d'une Twingo R2 et il finit deuxième. Il commence en 2013 la première partie de la saison à bord d'une 208 R2 et effectue deux manches de la Peugeot 208 rallye cup,. Il finit l'année en s'engageant au Citroën Racing Trophy Junior qu'il gagne en participant à quatre manches sur les six possibles,. Il remporte également sa catégorie au volant de la DS3 R1 lors du Rallye de France - Alsace 2014.
Grâce à sa victoire en Citroën Racing Junior, il remporte une saison complète en DS3 R3 sous la coupe du Lycée Henri Laurens de St Vallier. 2014 devient l'année de découverte du monde professionnel en rallye en étant pilote officiel chez Citroën. Il remporte le Rallye Terre de Cardabelle et par la suite le titre de Champion de France des Rallyes deux roues motrices. Il fait une apparition remarquée lors de la manche française du championnat du monde junior avant d'être contraint à l'abandon à la suite de problèmes mécaniques,.
En 2015, il redouble dans le Citroën Racing Trophy, où il se place en tête à la mi-saison après une victoire au rallye d'Antibes,. La fin de la saison est ponctuée par des problèmes mécaniques et crevaisons qui l’empêchent de rester en tête du championnat dont il termine second.

## Palmarès
- 2011 : Vainqueur du Twingo R1 Pirelli Swiss[5]
- 2013 : Vainqueur du Citroën Racing Trophy Junior[9]
- 2014 : Champion de France des Rallyes sur Terre catégorie deux roues motrices; Championnat de France des rallyes 2014
- 2015 : Deuxième du Citroën Racing Trophy[14]